# Los Caracoles
Los Caracoles (denominado también Casa Bofarull) es uno de los restaurantes emblemáticos de Barcelona (calle Escudellers n.º 14) inaugurado en el año 1835. Se encuentra situado en el Barrio Gótico, (Ciutat Vella) y está especializado en la cocina de Barcelona. (una de las especialidades actuales es el Pollo al ast). Se denomina así por ser desde sus inicios uno de sus platos característicos  los caracoles servidos en tapa acompañada con vinos. El local ha ido con los años creciendo de tamaño hasta poder acomodar aforos de poco más de trescientos comensales. El restaurante está desde casi cinco generaciones en manos de la familia Bofarull, por eso se denomina también Casa Bofarull.